# Angela Furtună
Angela Furtună (n. 19 iunie, 1957, Suceava, România) este scriitoare, eseistă, publicistă, critic literar, grafician și artist vizual. Susține programe de cercetare precum și activități de PR și Marketing Cultural în cadrul Bibliotecii Bucovinei, dar și programe de promovare a Bucovinei și României prin cultură, artă, interculturalism și proiecte de autor.
Este membră a Uniunii Scriitorilor din România, filiala Iași , din 2004.
Decorată în decembrie 2013 de NARPA (North American Romanian Press Association) cu titlul Journalist of The Year 2013 1st Place for Culture   
Decorată în iarna 2011 cu Premiul de Excelență din partea "The World Organization of Bukovinian Jews" pentru creativitate, spirit etic, efortul de a promova dialogul intercultural și de a denunța antisemitismul, pe toată paleta sa semantică globală actuală (ce merge de la anti-iudaism, alte forme de xenofobie și până la anti-românism), dar și pentru înțelegerea iudaismului și adevăratului românism în universalitatea lor, pentru respectarea valorilor identitare în lume. În onoarea sa au fost plantați 10 copaci pe Muntele Carmel    Arhivat în 19 ianuarie 2012, la Wayback Machine.  

## Date biografice
- Teză în Literatura Română a Exilului, despre opera scriitoarei și disidentei Monica Lovinescu
- Master în Comunicare și PR, Universitatea „Ștefan cel Mare” din Suceava, cu o teză despre Relații de comunicare între cultura iudaică și cultura română (conducător științific Prof. univ. dr. Ion Horia Bîrleanu)
- Master în Semiotica Limbajului în mass-media și publicitate, Universitatea Suceava, cu o teză despre Simbolistica iudaică în opera literară și publicistică a Angelei Furtună (conducător științific Prof. univ. dr. Sanda Maria Ardeleanu)
- Specializare în biblioteconomie în cadrul cursurilor de la Oradea martie-aprilie - 2008 organizate de Centrul Național de Pregătire Profesională în Cultură.
- Master în Geofizică (sub conducerea acad. Radu Botezatu), Universitatea București.

### Activitatea literară, culturală. Programe de recuperare a memoriei exilului și culturii românești
- Publică literatură, critică literară, eseu și cronici, interviuri cu personalități literare, sau recenzii și realizări multimedia de PR, comunicare și marketing cultural în revistele literare românești ca Acolada, Hyperion, Vatra, Convorbiri literare, Poezia, România literară, Steaua, Poesis, Feed-back, Oglinda literară, Ateneu, La Lettre R, Porto-Franco, Antiteze, Luceafărul, Galateea, Gracious Light ș.a.

- Publică în mod curent în revistele electronice: Blogul Angela Furtună Atelier de Poezie [8] , Blogul Angela Furtună Wordpress   [9], Respiro , Agero , NordLitera, Francopolis - Franța , Poezie.ro , Atelier Literar Angela Furtună, Agonia France, Ego-Phobia, Liternet, Rețeaua Literară, România culturală ICR  Arhivat în 12 ianuarie 2012, la Wayback Machine., Galateea, Literra, Scrieri românești, Agero-revista românilor din Germania, Isro-press - Bună dimineața, Israel sau Editions Equivalences (directeur Mr. Adrian Rezus): Luiza Palanciuc et Angela Furtună: Entretiens * La Vocation exiliaire (2004)

- Expoziții permanente de artă digitală online în Saatchy Gallery.

- Ilustrație de carte.

- A inițiat și susținut în intervalul 2009 - 2010, în cadrul Bibliotecii Bucovinei - instituție a Consiliului Județean Suceava -, campania România Vorbită Frumos.Campania România Vorbită Frumos a beneficiat, la Biblioteca Bucovinei, de promovare prin 1. Expoziția de carte, dicționare și enciclopedii românești sub genericul "Limba română, o moștenire de preț", 2. Expoziția carte și documente Academician Alexandru Graur - O viață dăruită limbii române, 3. expoziția documentară Eveniment UNESCO - Mihail Sadoveanu 130 , 4. celebrarea prin expoziție de carte și prin lectură a marelui poet român Aurel Dumitrașcu, 5. celebrarea prin expoziție de carte a scriitorului Norman Manea, nume de referință al literaturii de limbă română, 6. lansarea volumului pentru copii initulat Mărgăritarele de Rodica Pușcașu, 7. celebrarea prin șapte ateliere de lectură a Programului Anul 2010 - Anul Paul Celan - Program al Bibliotecii Bucovinei, 8. lecturi publice din Elena Farago, Maria Banuș, Otilia Cazimir, George Bacovia, George Topârceanu, Nicolae Labiș, Anton Holban, Vasile Voiculescu., 9. Organizarea de expoziții de carte din Fondul "Monica Lovinescu" al Universității din Oradea precum și a conferințelor, colocviilor și lecturilor publice în cadrul Zilelor Monica Lovinescu - Ediție internațională, noiembrie 2010, Program al Bibliotecii Bucovinei, 10. Expoziția de carte și lecturile publice sub genericul Shoah efectuate cu sute de tineri care au comemorat între 24 și 27 ianuarie 2011 Ziua Internațională a Victimelor Holocaustului la Biblioteca Bucovinei. 11. Expoziția de carte intitulată "15 februarie - O zi pentru România cultă", celebrarea zilei de naștere a academicienilor români Titu Maiorescu, Spiru Haret, Constantin Rădulescu-Motru", 12. Centenar Emil Cioran. Workshop I în parteneriat cu Humanitas: lecturi din Emil Cioran, Norman Manea (O vizită la Emil Cioran) și Monica Lovinescu (La apa Vavilonului - pagini despre Emil Cioran) 13. XXXI de sesiuni ale Clubului de Lectură "Prințul fermecat" și ale Cenaclului Scriitorilor-Copii patronate de USR-Filiala Iași 14. Organizarea celei de a 13-a ediții a Festivalului Primăvara Poeților- Le Printemps des Poetes la Suceava, la Biblioteca Bucovinei, în zilele 7-21 martie a.c., inclusiv celebrarea Zilei Internaționale a Francofoniei - 20 martie 2011. 15. Eveniment Întâlnirile din Alexandria în cadrul Centenar Emil Cioran, la Casa Cărții, Librăriile Alexandria. 16. Trei Evenimente Majore din cadrul programului de Lecturi Urbane Orașul Citește, coordonat de Alexandria Librării și Culturești în parteneriat cu BB și Uniunea Scriitorilor din România. 17. Comemorare ITZIK MANGER 110 - REGELE POEZIEI IDIȘ. 18. In Memoriam ION ZUBAȘCU, iunie 2011. 18. Centenar ERNESTO SABATO, 23 iunie 2011 ora 17. 19. Norman Manea - A celebration, 27-28 iunie 2011. Expoziție de carte, lecturi publice, video și sesiune de debate. 20. Carte Americană - Ziua Națională a Statelor Unite ale Americii, 4 iulie. 21. Lansarea la Suceava a patru volume recente semnate de Vladimir Tismăneanu - 4 iulie.  22. Luna iulie la Biblioteca Bucovinei: Luna Traian Chelariu, program de lecturi publice în fiecare miercuri, ora 15. 23.  In Memoriam Eugeniu Coșeriu 90, iulie 2011.  [nefuncțională]
    Arhivat în 31 ianuarie 2012, la Wayback Machine.  [nefuncțională]
  Arhivat în 5 martie 2016, la Wayback Machine. [nefuncțională – arhivă]
   Arhivat în 25 decembrie 2011, la Wayback Machine.    Arhivat în 12 ianuarie 2012, la Wayback Machine. [nefuncțională]
  Arhivat în 5 martie 2012, la Wayback Machine. [nefuncțională]
[][][][]

- A creat și coordonează, în cadrul Bibliotecii Bucovinei - instituție a Consiliului Județean Suceava -  începând cu 2006, programul Conferințele Bibliotecii.     [nefuncțională – arhivă]

- A creat și coordonează, în cadrul Bibliotecii Bucovinei - instituție a Consiliului Județean Suceava -  începând cu 2010, programul Atelierele LifeStyle - Angela Furtuna. Arhivat în 10 martie 2016, la Wayback Machine.[nefuncțională – arhivă]
 Arhivat în 19 ianuarie 2012, la Wayback Machine.[nefuncțională]
 [] []

- A creat și coordonează, în cadrul Bibliotecii Bucovinei - instituție a Consiliului Județean Suceava -  începând cu 2005, Programul de comemorare a Zilei Internaționale a Victimelor Holocaustului, în fiecare zi de 27 ianuarie    Arhivat în 15 martie 2012, la Wayback Machine.  Arhivat în 17 august 2009, la Wayback Machine.   Arhivat în 12 ianuarie 2012, la Wayback Machine.    [] [] [] [] și, respectiv, începând din 2006, Programul de comemorare a Zilei Holocaustului Transnistrean, în fiecare zi de 9 octombrie  [nefuncțională – arhivă]
 [nefuncțională]
    [] [] [].

- A creat și coordonat, în cadrul Bibliotecii Bucovinei - instituție a Consiliului Județean Suceava - , din 2010, programul Clubul Cititorilor Copii - Cenaclul  pentru Copii al Uniunii Scriitorilor din România. Arhivat în 5 martie 2012, la Wayback Machine.  [nefuncțională]
     [nefuncțională – arhivă]
 [10]

- A creat și coordonează, în cadrul Bibliotecii Bucovinei - instituție a Consiliului Județean Suceava -  începând din 2006, Programul Zilele Monica Lovinescu, desfășurat la Suceava și Fălticeni. Edițiile 2009, 2010, 2011 au devenit internaționale, prin implicarea unor somități de prestigiu din universități și centre culturale americane, franceze, israeliene, germane, olandeze etc.

Președintele Juriului Internațional este Acad. Basarab Nicolescu.
- A creat, începând cu 2009, Premiul Național "Monica Lovinescu și Virgil Ierunca", decernat de Consiliul Județean Suceava și Juriul Internațional al Zilelor Monica Lovinescu,  pentru excelența în lupta împotriva totalitarismului și a apărării valorilor democrației.

- A creat și coordonează, în cadrul Bibliotecii Bucovinei - instituție a Consiliului Județean Suceava -  începând cu 2005, multiple programe de educație antidiscriminare prin cultură, literatură și artă, în spiritul diversității, al dialogului intercultural, al armoniei multietnice și interconfesionale. Unele programe au avut parteneri de presă, statornic fiind Monitorul de Suceava.Ex:  Arhivat în 28 ianuarie 2012, la Wayback Machine.

- A creat și coordonat în 2010 Programul cu durata de un an intitulat Anul Paul Celan 2010 (care a cuprins șase evenimente cu public și două emisiuni TV la Iași și București), la 40 de ani de când Germania i-a oferit marelui poet Premiul Buchner, 40 de ani de la stingerea poetului și 90 de ani de la nașterea sa în Cernăuți.

- Coordonează anual manifestările din Bucovina ce fac parte din Programul Francofon Le Printemps des Poetes - Primăvara Poeților, începând din anul 2006. La ediția bucovineană a festivalului, ce a avut loc în 2010, a inițiat și decernat Premiul Iulia Leo-Miza pentru Creație Literară, în memoria ilustrului profesor de limba și literatura română ce a reprezentat una din elitele românești ale învățământului de profil și care a activat în cadrul Colegiului Național "Ștefan cel Mare" din Suceava. Din anul 2012, decernează și Premiul Cultural "Cornelia Mânicuță". [11] [12] [13] [14]
- Festivalul Literar Le Printemps des Poetes la Suceava - Primavara poeților Blog de coordonator  Arhivat în 27 martie 2014, la Wayback Machine.

- Pentru participanții la festivalul francofon Le Printemps des Poetes - Primăvara Poeților, a creat, în 2009, în parteneriat cu scriitoarea Nicole Pottier, Franța, Revista literară Mon Gavroche Litteraire:

- Coordonează multe programe francofone și promovează francofonia, prin PR și Marketing cultural, ex. [15] [16] [17] [18]

### Afilieri
- Membră a USR din 2002, Asociația București [19], iar din anul 2004 la Filiala Iași a USR [20]
- Membră a Asociației Jurnaliștilor Profesioniști din România.
- Membră fondatoare a Asociației de Apărare a Limbii Române (sub directoratul savantului Eugeniu Coșeriu).
- Membră a Asociației Scriitorilor de Limbă Română din Québec [21] [22]

### Debut editorial
- "Prizonier în Ego" (1997) – Ed. Geea Internațional - Premiul special al juriului la Festivalul Național "George Coșbuc" 1997 [20]

### Debut în reviste literare românești
- "România Literară nr. 42 din 1997, Rubrica Poșta Redacției - semnal Constanța Buzea. România Literară nr. 46 din 1997, Pagina Poemul cu Scrisoare." [20] [23] [24] [20] [25]

## Volume publicate
- 1. "Prizonier în Ego" (1997) - premiul special al juriului la Festivalul Național "George Coșbuc" 1997  Arhivat în 26 ianuarie 2012, la Wayback Machine. Arhivat în 28 martie 2014, la Wayback Machine. [25] [20]

- 2. "Metonimii de word - trotter" - 1999 - Editura Fundației "Constantin Brâncuși" - Marele Premiu la Festivalul Național de Literatură română "Tudor Arghezi" [nefuncțională]
[nefuncțională]
  Arhivat în 26 ianuarie 2012, la Wayback Machine.

- 3. "Primul Kaddish" – 2002 - Editura Dacia -   Arhivat în 28 martie 2014, la Wayback Machine.

- 4. "Poemian Rhapsody - Cartea Donei" – 2004 - Editura Axa - Botoșani. Marele Premiu la Festivalul Internațional de Literatură Ad Visum,   Arhivat în 28 martie 2014, la Wayback Machine.

- 5. "Elegiile Estului sălbatic- Viețile mele nesfinte" - 2005 - Editura Axa - Botoșani.

- 6. "Îl văd pe Dumnezeu și nu mor - Alte vieți" - 2005 - Editura Axa - Botoșani.

Ultimele două volume, apărute în ediție unică, au fost nominalizate la Premiul Filialei Iași a Uniunii Scriitorilor din România pentru anul 2005. [nefuncțională]

- 7. "Pelerinul din Aqualung" – 2008 – O carte de poezie – galerie de artă, împreună cu artistul plastic Păuna Dumitrescu, Editura Integral – București - Sydney Distinsă cu Premiul "MIhai Ursachi" de Filiala Iași a Uniunii Scriitorilor din România pentru acel an.   Arhivat în 27 martie 2014, la Wayback Machine.  Arhivat în 28 martie 2014, la Wayback Machine.  Arhivat în 27 martie 2014, la Wayback Machine.  Arhivat în 27 martie 2014, la Wayback Machine.  Arhivat în 28 martie 2014, la Wayback Machine.  Arhivat în 28 martie 2014, la Wayback Machine. Arhivat în 28 martie 2014, la Wayback Machine. Arhivat în 28 martie 2014, la Wayback Machine. Arhivat în 28 martie 2014, la Wayback Machine. [26]

- 8. La anul, la Ierusalim, o carte – 2009 – Ed. Biblioteca Bucovinei „I.G.Sbiera”, Suceava. Coperta de Devis Grebu.  [nefuncțională]

- 9. Caietele Anul Paul Celan (coord.), Biblioteca Bucovinei, Suceava, 2011. O culegere de texte semnate de Lucian Zeev Herșcovici (Ierusalim), Alexis Nouss (Cardiff), Norman Manea (New York), Andrei Oișteanu, Andrei Corbea, Angela Furtună, Delia Eșian s.a. [nefuncțională – arhivă]
 [27]

- 10. Monica Lovinescu. Est-etica. Vol.1 Geneze , Editura Vinea (volum sub egida Bibliotecii Bucovinei), București, 2012. Carte distinsă cu Premiul pentru Eseu "Convorbiri Literare", 2013, Iași. [28]
- 11. Post-hipnotice - Editura Timpul, Iași, 2014. Volum distins cu Premiul "Cezar Ivănescu" al Uniunii Scriitorilor din România, Filiala Iași, pentru anul 2014. Lansat la MNLR în mai 2014.
- 12. Misterele de la Ilisos, Editura Vinea, București, 2015, Volum nominalizat în 2016 la Premiile Uniunii Scriitorilor din România, Filiala Iași, pentru anul 2015.
- 13. Elegii din infern, Editura Tipo Moldova, Iași, 2016.
- 14. Primul meu Kaddish - texte salvate din exod, Coperta de Devis Grebu, Ed. Integral, București, 2016. Volum nominalizat în 2017 la Premiile Uniunii Scriitorilor din România pentru anul 2016.
- 15. Elegiile de la Stalingrad, Coperta și ilustrații de Devis Grebu, Editura Vinea, București, 2017.
- 16. Pursânge astral, Coperta și fotografii de Raluca Arhire, Editura Vinea, București, 2017.
- 17. La ville blanche, POÈMES ET CHANTS-POÈMES INCANTATOIRES - Traduit du roumain par Constantin Frosin ( « BUCAREST-PARIS, HUIT LIVRES DE POÉSIE POUR LA FRANCE », 2017), Vinea, București, 2017
- 18. Ultimul mirador. Editura Vinea, București, 2018.
- 19. Un trandafir de Babelio. Ed. Vinea, București. 2019.
- 20. Monica Lovinescu: tezaurul secret. Editura Integral, București, 2020.
- 21. Înapoi la Monica Lovinescu. Editura Integral, București, 2021.
- 22. Scrisori din Lombardia României, Editura Integral, București. 2021.

## Premii literare
- Distinsă cu zeci de premii literare românești și internaționale, diplome de excelență pentru participarea la reuniuni, colocvii și simpozioane, dintre care:

- Marele premiu național pentru proză la Festivalul de proză românească de la Zalău, 1997.[20]
- Premiul revistei „Viața azi” și premiul special al juriului festivalului de poezie „George Coșbuc” pentru volumul în manuscris „Prizonier in Ego”.[20]
- Premiul „Constantin Ștefuriuc” pentru poezie la festivalul de poezie și proză „Magda Isanos - Eusebiu Camilar”, 1998.[20]
- Premiul special al juriului și premiul revistei Unirea la concursul național de proză „Liviu Rebreanu”, Aiud, 1998.[20]
- Premiul al doilea la festivalul-concurs „Nechifor Crainic”, Giurgiu, 1998 - pentru poezie.[20]
- Premiul revistei Convorbiri literare la festivalul național de poezie „Gheorghe Pituț”, Beiuș, 1998.[20]
- Premiul întâi la festivalul național de poezie „Lui Eminescu”, Brăila, 1998.[20]
- Marele premiu la festivalul național de literatură „Tudor Arghezi”, Gorj, 1999, pentru volumul de poezie „Metonimii de word-trotter”, 1999.[20]
- Premiul al doilea la festivalul național de poezie „Ion Minulescu”, Slatina, 1998.[20]
- Premiul revistei Poesis și Marele premiu al juriului la festivalul național de poezie „Mihai Eminescu” de la Oravița, 1999.[20]
- Premiul pentru poezie al Fundației Culturale a Bucovinei pe anul 1999.[20]
- Premiul pentru volum de poezie „Metonimii de word-trotter” acordat de Societatea Scriitorilor Bucovineni și juriul festivalului „Magda Isanos și Eusebiu Camilar” - 2000.[20]
- Marele Premiu la festivalul național de literatură AD VISUM - 2005 pentru volumul "Poemian Rhapsody - Cartea Donei".[20]
- Diplomă și premiul pentru participare la Simpozionul Internațional «Neo-Umanismul și dialogul intercultural» cu un eseu despre Genocidul Armean. Acordat de Asociația Italienilor din România – RO.AS. IT, 18 iulie 2006.[20]
- Diplomă și distincție de participare la Congresul Național al Poeziei Române, Botoșani 2007 (director Gellu Dorian), pentru un eseu de comunicare, PR și imagine cu tema șanselor a doi scriitori de origine bucovineană actuală, Norman Manea și Matei Vișniec, la candidatura pentru Premiul Nobel pentru literatură. Semnatară a Mesajului Congresului, adresat Președintelui și Primului Ministru ai României, pentru susținerea culturii românești.[20]
- Diplomă și distincție de participare la CISL 2007 Colocviul Internațional de Științe ale Limbajului «Eugeniu Coșeriu», Ediția a IX-a cu tema «Evoluția și funcționarea limbii - perspective normative în noul context european», cu o comunicare intitulată «Marlena Braester – «Un errant lucide à travers le pouvoir symbolique du désert». «Oublier en avant / Uitarea dinainte».[20]
- Diplomă și distincție de participare ca invitat special al Colocviului cu tema «Représentations de l’enfance et de l’adolescence dans les littératures francophones», organisé dans le cadre du projet bilatéral franco-roumain «Mythes et stratégies de la francophonie en Europe, en Roumanie et dans les Balkans», Programme Brâncuși, 13-14 octobre 2006, Suceava, Roumanie, Université «Ștefan cel Mare» de Suceava, Département d’Études Françaises et Université de Paris IV – Sorbonne.[20]
- Diploma și distincția de merit pentru participarea la Seminarul internațional organizat în cadrul Școlii de vară a Universității «Ștefan cel Mare» din Suceava în parteneriat cu Ro. As. It. și Excelența Sa Ambasadorul Italiei la București, cu tema Dialog prin cultură – dialoguri europene, Suceava, 2006.[20]
- Premiul "Mihai Ursachi" al Uniunii Scriitorilor din România, Filiala Iași, pentru anul 2008, Poezie.
- Premiul "Cezar Ivănescu" al Uniunii Scriitorilor din România, Filiala Iași, pentru anul 2014, Poezie.
- Premiul "Convorbiri Literare" al Revistei și Fundației Convorbiri Literare din Iași, pentru anul 2013, Eseu.